# Toquí pitgroc
El toquí pitgroc (Atlapetes latinuchus) és un ocell de la família dels passerèl·lids (Passerellidae).

## Descripció i ecologia
Mesura al voltant de 17 cm i pesa de 16 a 31 g. És un ocell de bec relativament curt i cap gros. Per sobre és principalment de color gris pissarra, els costats del cap són negres formant una màscara, la coroneta i clatell són de color rovell. Per sota, és groc brillant amb els flancs i l'àrea perianal color verd oliva apagat. El bec és negre, les potes color cafè/gris fosc i l'iris color cafè/vermellós fosc. No presenta dimorfisme sexual i els joves són de color oliva fosc per sobre i al cap. El pit i els flancs són color oliva apagat i lleument estriats.

### Espècies similars
El toquí pitgroc es pot confondre amb el toquí bigotut (Atlapetes albofrenatus) però aquest últim és de color verd oliva per sobre i té la gola blanca. També es pot confondre amb el toquí tricolor (Atlapetes tricolor) però aquest és color verd oliva fosc tirant a negre per sobre i es troba al vessant pacífic de la serralada Occidental.
En comparació amb altres espècies del gènere, aquesta és molt menys esquerpa i més arbòria. Roman en parelles o en grups de diversos individus. De vegades se'ls troba saltant prop del terra i exposats en vores d'altiplans. Pot ser trobada en grups mixtes cercant aliment.

## Distribució i hàbitat
Aquesta espècie és molt variable geogràficament, es distribueix pels Andes des de l'occident de Veneçuela fins al nord del Perú. A Colòmbia es troba principalment entre 1.600 i 2.700 m d'alçada sobre el nivell del mar (fins a 3.700 a Nariño). Es troba a la Regió muntanyenca del Perijá, a la serralada Oriental al departament de Boyacá cap al sud fins a límits amb Cundinamarca. També als dos vessants de la serralada Central a Antioquia, al vessant oriental de la Cordillera Occidental al Valle del Cauca i al vessant occidental de la Cordillera Central prop de Popayán.
Habita en vegetació de creixement secundari com a vores de boscos i altiplans emmalesats i matolls a la vora de carreteres. És una espècie moderadament tolerant a la pertorbació.

## Alimentació
El toquí pitgroc s'alimenta de fruits petits, insectes i llavors.

## Reproducció
S'han registrat individus en condició reproductiva els mesos de gener i juny i joves a l'agost. Construeix un niu en forma de copa amb pastures seques, fulles seques de bambú i fulles de bromèlies. El niu l'ubica molt a prop del terra (a menys de 35 cm) en una zona dominada per pastures on hi diposita dos ous de color blanc amb taques color cafè sobretot a l'extrem més ample. El període d'incubació dura més o menys 16 dies i aquesta activitat és exercida només per un dels pares (presumiblement la femella). Tots dos membres de la parella alimenten les cries.

## Etimologia
El nom «Atlapetes» deriva del grec antic “Atles” que en la mitologia grega va ser un tità que va ser convertit en una muntanya. «Pets» deriva també del grec antic i significa “ocell”. L'epítet «latinutxa» deriva de les arrels llatines «latus» = “ample”, “ampli” i «nuchus» = “clatell”.

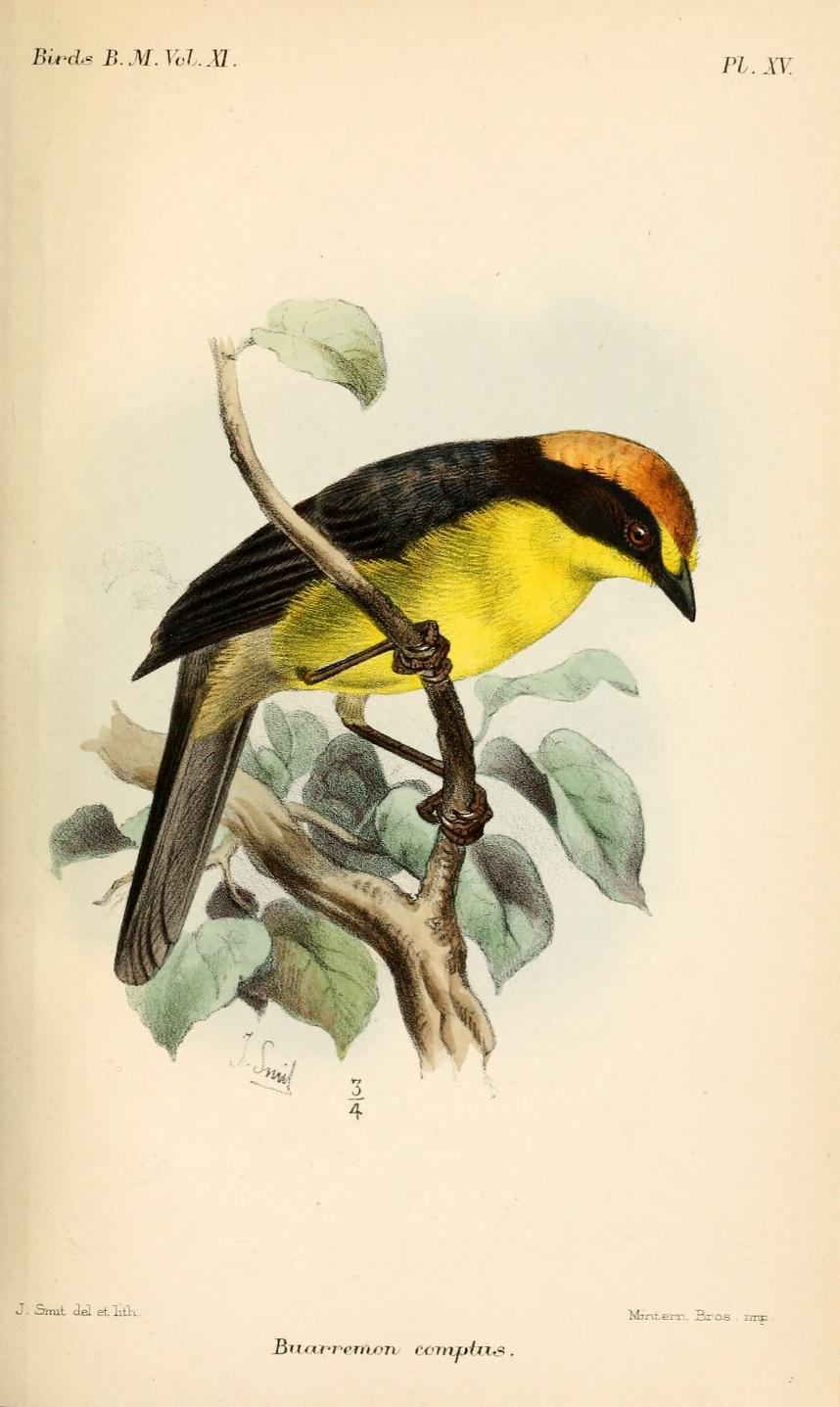
Subespècie A. l. comptus, il·lustració de Joseph Smit, 1886.

## Taxonomia
Abans és consideradava una subespècie d'Atlapetes rufinucha (Atlapetes rufinucha latinuchus)
Es reconeixen nou subespècies:
- A. l. elaeoprorus (Sclater & Salvin, 1879) Antioquia (centre nord de Colòmbia).
- A. l. yariguierum (Donegan & Huertas, 2006) Santander (centre nord de Colòmbia).
- A. l. caucae (Chapman, 1927) sud-oest de Colòmbia.
- A. l. spodionotus (Sclater & Salvin, 1879) centre i sud de Colòmbia i nord d'Ecuador.
- A. l. comptus (Sclater & Salvin, 1879) sud-oest d'Ecuador i Piura (extrem nord-oest de Perú).
- A. l. latinuchus (Du Bus, 1855) sud-est d'Ecuador i nord de Perú.
- A. l. chugurensis (Chapman, 1927) oest de Cajamarca (nord-oest de Perú).
- A. l. baroni (Salvin, 1895) sud de Cajamarca i La Libertad (nord-oest de Perú).

Notes: La que era abans la dècima subespècie, l'A. l. simplex descrita a Bogotà és indistingible de la subespècie A. l. spodionatus per la qual cosa ha estat inclosa en aquesta última. A. l. yariguierum, va ser descrita el 2006 a regió muntanyenca dels Yariguís a Colòmbia.